# Манастир Свете Тројице у Горњој Каменици
Манастир Свете Тројице у Горњој Каменици, мушки је манастир у општини Књажевац, подигнут је 1457. године. Припада Епархији тимочкој Српске православне цркве и представља непокретно културно добро као споменик културе од великог значаја.
Старешина манастира је игуман отац Захарија (Митић), са братством на челу од 2020. године.

## Положај манастира
Манастир посвећен Светој Тројици се налази на десној обали Трговишког Тимока, на двадесет километара југозападно од Књажевца. Као задужбинар манастира се спомиње деспот Лазар Бранковић, што је уклесано на натпису настао као позни препис уништеног фреско-натписа, као и година настајања.

## Архитектура
Црква је, по архитектонском решењу, дуго сматрана да припада моравској градитељској школи, с обзиром да је њен облик сажетог триконхоса са куполом упућивао на то, али скромо рустично зидање и карактеристични склоп певница са куполном партијом, указују да је црква подигнута почетком 17. века. Фрагменти живописа сачувани су у куполи и олтарском простору као и на првобитној западној фасади цркве. Тек по живописању дозидана је припрата, засведена полукалотом која је на западној страни ослоњена на пар тромпи. Остаци фресака у припрати данас су сведени на зоне сокла и стојећих фигура и свакако припадају уметности средине 17. века.
Конзерваторским радовима на архитектури 1950, 1968. и 1970–1971. године уклоњен је познији егзонартекс, чиме је цркви враћен облик који је имала средином 17. века.